# Еднопроводна електропреносна линия
Еднопроводна електропреносна линия е вид електрическа мрежа, която доставя еднофазна електрическа енергия към отдалечени райони. Основната разлика от стандартната електрическа линия е, че земята (или понякога проводимостта на водата) се използва като обратен път за тока, за да се избегне необходимостта от втори проводник (или неутрален проводник) за обратен път. Такава система се използва главно за електрификация в селски райони, но също така се използва за по-големи изолирани товари като водни помпи. Използва се и в мрежи за постоянен ток с високо напрежение (HVDC) за подводно положени захранващи кабели. Електрическата еднофазна мрежа на железопътния транспорт, използва много подобна система. Използват се ограничаващи резистори към земята, за да намали опасността от напрежение по релсите поради лош контакт. При изправна система основните токове текат през релсите. Подобен тип мрежа е използван и при някои стари аналогови телефонни мрежи.

## Принцип на работа
Захранването се подава към изолационен трансформатор до 300 kVA. Този трансформатор изолира напрежението на конвенционалната мрежата спрямо земята и променя първичното напрежение (обикновено от 22 до 33 kV) до напрежението за еднопроводната линия (обикновено 12.7 или 19.1 kV линия-земя). Линията е единичен проводник, който може да се простира за десетки или дори стотици километри, с редица разпределителни трансформатори по неговата дължина. Във всеки трансформатор за потребителя, токът тече от линията през основната намотка на понижаващия изолационен трансформатор, към земята през заземен прът. От заземяването, токът в крайна сметка протича по обратния път до главния трансформатор за повишаване на напрежението в проводника на линията, завършвайки веригата. SWER is therefore a practical example of a phantom loop. В райони с високо съпротивление на почвата, системата има големи загуби на енергия. Друг проблем е, че съпротивлението може да бъде достатъчно високо, че недостатъчният ток да попадне в неутралната повърхност на земята, водейки до промяна потенциала на заземяването при по-високи напрежения. Автоматичните прекъсвачи обикновено се нулират поради разликата в напрежението между линията и неутралната. Следователно, при сухи, високо съпротивителни почви, намалената разлика в напрежението между линията и неутралата може да предотврати пренастройката на прекъсвачите. В Австралия местата с много сухи почви се нуждаят от дълги заземителни пръти, за да бъдат по-дълбоко. Опитът в Аляска показва, че линията трябва да бъде заземена много по-дълбоко под вечно замръзналата почва, която е с високо съпротивление.
Вторичната намотка на локалния понижаващ трансформатор снабдява потребителя с еднофазна (N-0) или разделена фаза (N-0-N) мощност в стандартните напрежения на консуматорите в региона, с втори проводник свързан към защита земя.
Еднопроводната линия е предпочитан избор за електропреносна система, когато конвенционалната система би била по-скъпа от изолационните трансформатори на еднопроводната линия и относително малките загуби на енергия. Енергийните инженери с опит оценяват системата като еднакво безопасна, по-надеждна, по-евтина, но с малко по-ниска ефективност от конвенционалните линии. Еднопроводната линия може да предизвика пожари, когато поддръжката е лоша, а пожарът е риск.